# ハロー!?ゴースト
『ハロー!?ゴースト』（原題：헬로우 고스트）は、2010年公開の韓国映画。2013年には、2015年の公開を目処にクリス・コロンバス監督、アダム・サンドラー主演でリメイク作品が制作される予定と報道された。

## ストーリー
自殺に失敗し病院で意識を取り戻したサンマン（チャ・テヒョン）は、4人の幽霊が見えるようになる。彼らを成仏させるために幽霊の願い事を叶えるうちに、サンマンは看護師のヨンス（カン・イェウォン）と出会う。

## キャスト
- サンマン：チャ・テヒョン
- ヨンス：カン・イェウォン
- ヘビースモーカーゴースト：コ・チャンソク
- 泣き虫ゴースト：チャン・ヨンナム
- エロじじいゴースト：イ・ムンス
- 食いしん坊ゴースト：チョン・ボグン

## 受賞
- 2011年第25回福岡アジア映画祭グランプリ：キム・ヨンタク
- 2011年第47回百想芸術大賞新人監督賞：キム・ヨンタク